# Arma bianca (film 1936)
Arma bianca è un film del 1936 diretto da Ferdinando Maria Poggioli.
È stato girato negli stabilimenti S.A.F.A. Palatino di Roma. Il soggetto è tratto dalla commedia Casanova a Parma di Alessandro De Stefani.

## Trama
In viaggio verso il Ducato di Parma, Giacomo Casanova fa una sosta alla locanda della posta di Berceto dove incontra un gruppo di persone tra le quali si trovano il conte Palisky, uno svizzero, un polacco, Kaufman, Manon Balletti ballerina e madama Agata Corelli. Improvvisamente Casanova viene accusato del furto di una croce di diamanti e di una cassetta di zecchini che Palisky portava in dono alla Duchessa di Parma. La condanna del Duca è quella di lasciare lo stato. La duchessa, che aveva conosciuto Casanova a Versailles, fa rimandare l'esecuzione della sentenza. Quarantotto ore vengono concesse per dimostrare l'innocenza, ma in quelle ore arriva anche un'accusa di omicidio, quindi l'arresto. Manon innamoratasi di lui riesce a farlo evadere e quindi smascherare il vero ladro e l'assassino.il colpevole è il conte Palisky che stava ordendo un complotto contro la vita del Duca che riconoscente propone a Casanova di fermarsi presso la sua corte. Ma un uomo di mondo non può fermarsi: parte il giorno stesso, forse portandosi via Manon.

## Produzione

### Altri tecnici
- Direzione artistica di Baldassarre Negroni: distinta dalla regia di Poggioli, indica che ha diretto gli attori.
- Arredamenti: Enzo Lizzani
- Musiche: Dante Alderighi
- Tecnico del suono: Franz Croci

## Accoglienza

### Critica
Secondo Filippo Sacchi nel Corriere della Sera, 29 marzo 1936 "Per quel misto di poliziesco e di cappa e spada, il film in definitiva si sostiene e corre. L'interpretazione non è male".

## Curiosità
- Ferdinando Maria Poggioli entrò alla Cines come segretario di edizione per La canzone dell'amore, il primo film sonoro italiano (diretto da Gennaro Righelli), poi fu aiuto regista di Blasetti e di Righelli, contemporaneamente debuttando come regista di documentari. Nel 1933-34 fu direttore del doppiaggio, sempre alla Cines, si occupò anche di montaggio e nel 1935 Arma bianca fu il suo primo film.
- La grande doppiatrice Lydia Simoneschi, voce di Ingrid Bergman, Vivien Leigh, Bette Davis e Jennifer Jones, appare nel piccolo ruolo della figlia dell'oste sedotta da Casanova.
- Mimì Aymer, anche Mimì Almieri, (al secolo Eugenia Spadoni) ha interpretato dodici film. Era molto conosciuta. come attrice di teatro e cantante nei Cafè-chantant.